# Aulacocyclus felderi
Aulacocyclus felderi es una especie de coleóptero de la familia Passalidae.

## Distribución geográfica
Habita en Molucas (Indonesia).